# Messerköcher

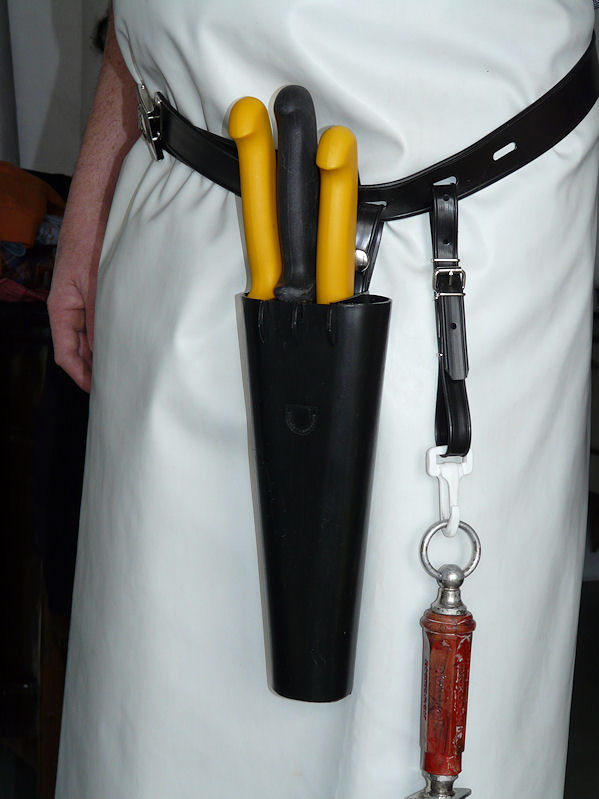
Messer im Messerköcher, immer griffbereit und sicher untergebracht

Ein Messerköcher (auch Messertasche) dient zur Aufbewahrung von Fleischermessern/Metzgermessern/Schlacht(er)messern. Der Fleischer/Metzger/Schlachter trägt ihn üblicherweise beim Schlachten stets bei sich. Darin sind die Fleischermesser sicher und immer griffbereit untergebracht. Sie werden nach Gebrauch sofort wieder in den Messerköcher gesteckt.
Die beim Schlachten benötigten scharfen Messer stellen somit keine Unfallgefahr dar. Auch ist die Verletzungsgefahr durch herumliegende Messer hierbei ausgeschlossen. Am Riemen kann zusätzlich der Wetzstahl eingehängt werden. Messerköcher/Messertaschen werden in verschiedenen Größen und Farben angeboten. Sie gibt es in den Farben schwarz, weiß, gelb.
Standardmäßig gibt es sie zur Unterbringung von einem bis vier Messern. Den Gurt ziert eine Metallschnalle mit dem Fleischerwappen.